# Cephalorhynchus hectori
Il cefalorinco di Hector (Cephalorhynchus hectori) è il meglio conosciuto dei quattro delfini del genere Cephalorhynchus. Con circa 1,4 m di lunghezza è uno dei cetacei più piccoli.
Il Cefalorinco di Hector è chiamato così in onore di Sir James Hector (1834-1907). Egli fu il curatore del Museo Coloniale di Wellington (ora Museo della Nuova Zelanda - Te Papa) ed esaminò il primo esemplare trovato di questo delfino.
Il popoto o cefalorinco di Maui (Cephalorhynchus hectori maui) è una sottospecie che vive al largo delle coste nord-occidentali dell'Isola del Nord della Nuova Zelanda. È la sottospecie più minacciata di tutti i mammiferi marini (gli altri cetacei con un simile e rischioso stato di conservazione abitano solamente fiumi ed estuari). Ci sono approssimativamente 110 cefalorinchi di Maui in natura e tra questi solamente 25 sono femmine in grado di riprodursi. Il Cefalorinco di Maui è criticamente minacciato a causa degli intrappolamenti nelle reti da pesca e degli scontri con le imbarcazioni. I cefalorinchi di Maui adulti sono lunghi generalmente da 1,2 a 1,6 m e pesano intorno ai 50 kg. Hanno una pinna dorsale (superiore) arrotondata, la regione inferiore bianca e i fianchi grigi. I cefalorinchi di Maui compiono brevi immersioni (90 secondi) per nutrirsi di piccoli pesci e crostacei sul fondo dell'oceano.

## Descrizione fisica

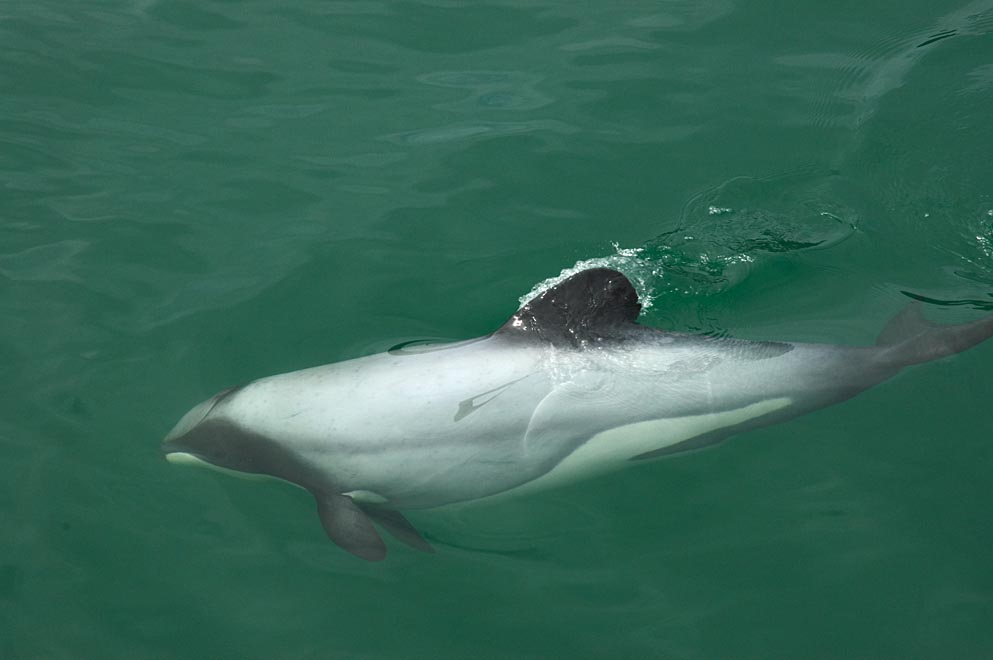
I cefalorinchi di Hector hanno una caratteristica pinna dorsale arrotondata.

Il cefalorinco di Hector ha un rostro indistinguibile ed una pinna dorsale arrotondata. Le natatoie hanno le estremità appuntite ed i margini concavi. Il colore predominante è il grigio pallido, ma un'analisi più approfondita rivela un complesso miscuglio di colori. La fronte è grigia con striature nere. La punta del rostro è nera. La gola e il petto sono bianchi. Sopra di essi è presente una macchia grigio scura che corre dalle natatoie (anch'esse grigio scuro) agli occhi. Anche il ventre è bianco con una striscia che va dai fianchi fino a sotto la pinna dorsale. La maggior parte del dorso e i fianchi sono dello stesso grigio chiaro del rostro. Il peduncolo caudale è stretto. Alla nascita l'animale pesa 9 kg e raggiunge i 40–60 kg quando diventa adulto. Vivono per circa 20 anni.
I cefalorinchi di Hector vivono in gruppi sciolti di circa due-otto esemplari. Sono animali attivi, amano seguire le scie e giocare con le alghe. Quando saltano fuori dal mare questi animali ricadono spesso nel solito luogo, creando uno schizzo rumoroso (i loro balzi verticali ed orizzontali sono molto meno rumorosi).
Alcuni squali predano i cefalorinchi di Hector.

## Popolazione e distribuzione

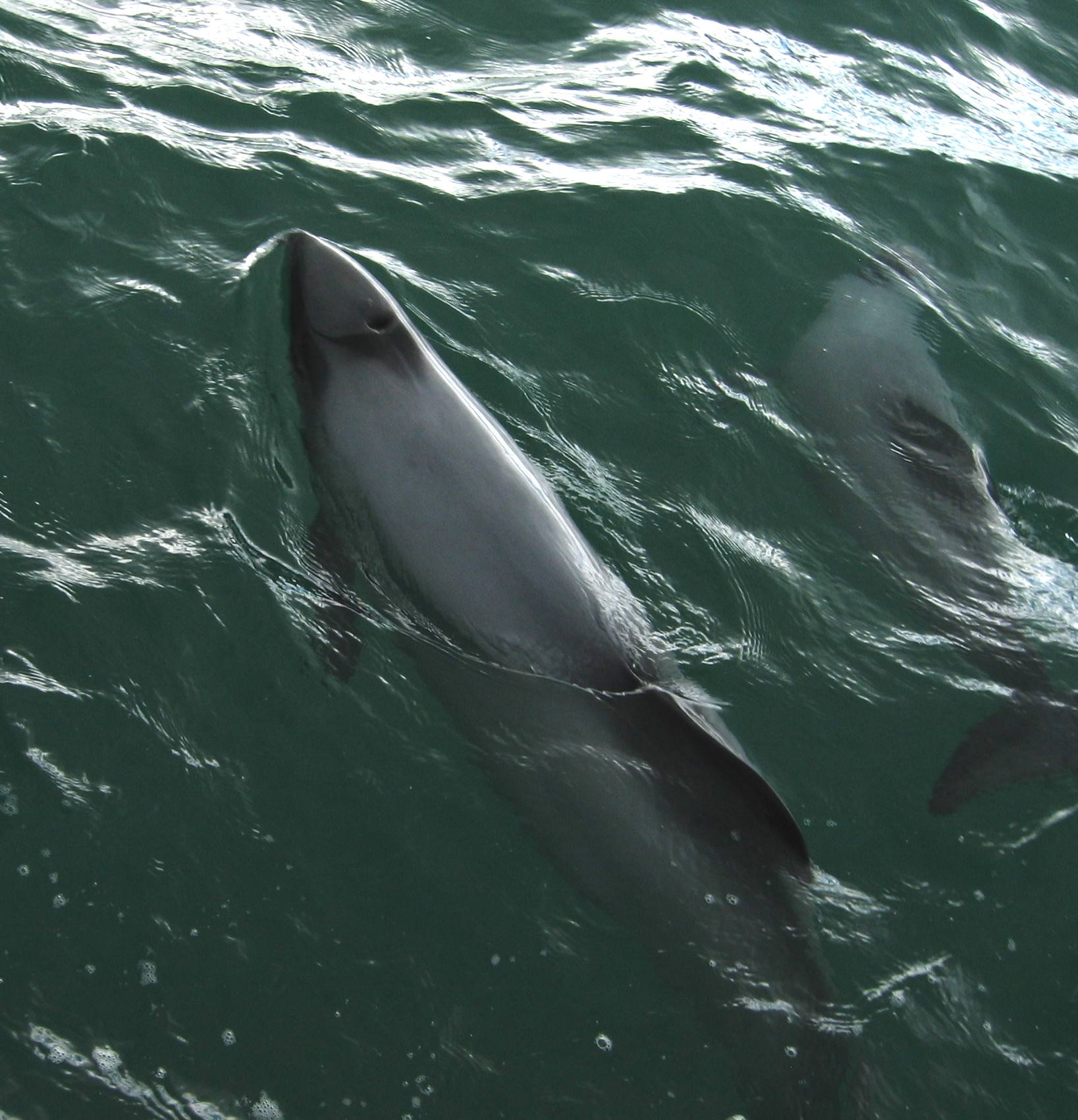
cefalorinchi di Hector a Porpoise Bay, presso le Catlings.

I cefalorinchi di Hector sono endemici delle regioni costiere della Nuova Zelanda. Se ne conoscono due popolazioni principali, una delle quali ai lati dell'Isola del Sud. Si crede che le due popolazioni rimangano isolate l'una dall'altra dalle acque profonde dello stretto di Cook e della punta sud-occidentale dell'Isola del Sud. La specie sembra non amare o non essere in grado di attraversare aree di acque profonde. A metà degli anni '80 la popolazione venne stimata intorno ai 3500 individui. Una stima più recente suggerisce una popolazione totale di circa 7250 individui. Una popolazione numerosa vive ad Akaroa, vicino a Christchurch.
I cefalorinchi di Hector d'estate vengono sempre avvistati a meno di 10 km dalla costa e leggermente più al largo d'inverno. Degli avvistamenti occasionali sono stati registrati in Australia e Malaysia, ma si pensa che siano dovuti ad uno sbaglio di specie.
Quelli della sottospecie di Maui sono circa 100.

## Conservazione
Gli intrappolamenti nelle reti da pesca sono un rischio molto significativo per la specie. Si ritiene che dal 1970 questi intrappolamenti, che provocano una morte certa, siano i responsabili del declino della popolazione. Nel 1988 venne creata una riserva marina intorno alla penisola di Banks per proibire le attività di pesca con le reti nell'area. Questo ha fermato il declino della popolazione, ma non è stato ancora registrato un incremento. Anche altre minacce, come le collisioni con le eliche delle imbarcazioni, hanno impedito un ritorno alla stabilità.
Nel marzo 2004 il Dipartimento di Conservazione della Nuova Zelanda ha iniziato a testare un sistema di tracciamento satellitare per cetacei per monitorare tre cefalorinchi di Hector. Se questi movimenti potranno successivamente essere tracciati il sistema verrà utilizzato anche per la più minacciata sottospecie di Maui.
Nell'aprile 2007 il Fondo Mondiale per la Natura ha inviato una petizione online ad Helen Clark per introdurre misure d'emergenza allo scopo di proteggere i cefalorinchi di Hector e di Maui.
Nel 2019, l'organizzazione per la conservazione marina Sea Shepherd ha invitato le autorità responsabili negli Stati Uniti a vietare l'importazione di prodotti derivanti dalla pesca della Nuova Zelanda, che ha messo in pericolo la sopravvivenza dei delfini di Maui. La base per questo stop dovrebbe essere il Marine Mammal Protection Act, una legge che mira a ridurre le catture accessorie di mammiferi marini in tutto il mondo e non solo negli Stati Uniti. La petizione è stata respinta. Sea Shepherd ha quindi intentato una causa contro le autorità competenti nel maggio 2020 perché non avevano implementato i requisiti legali richiesti.